# 达利穆恩特公园球场
达利穆恩特公园球场（英語：Dalymount Park）是一座位于爱尔兰都柏林北部菲布斯伯勒的足球场。球场为波希米亚人足球俱乐部的主场，历史也称“爱尔兰足球之乡”。

## 球场全景

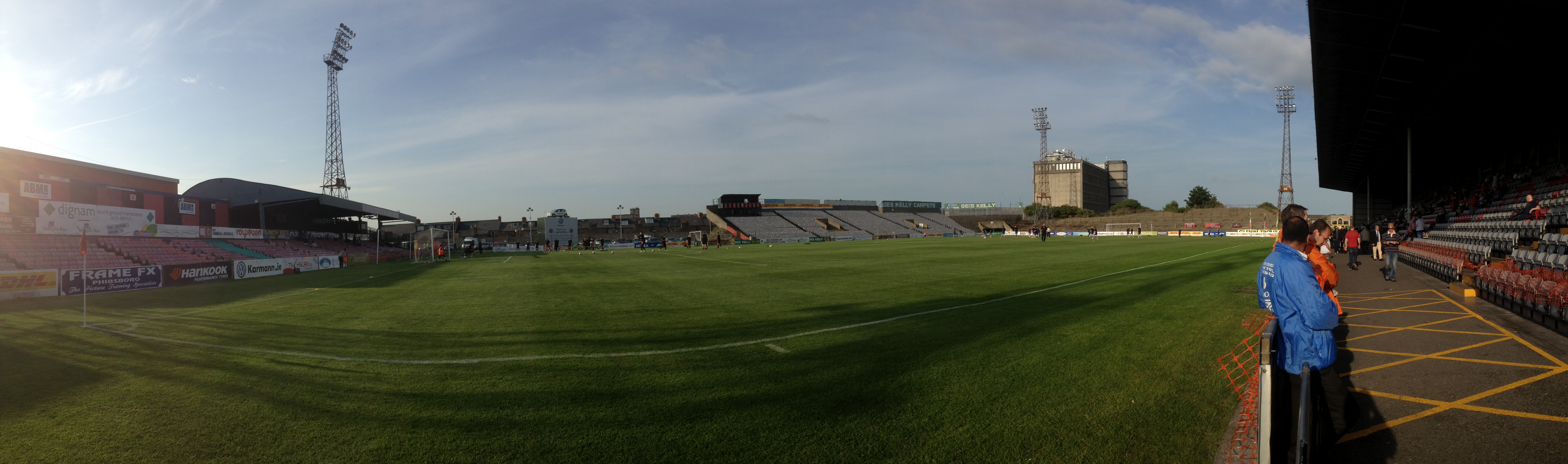